# Вверх по течению
«Вверх по течению» (англ. Up The Creek) — кинофильм 1984 года режиссёра Роберта Батлера.
Хотя сам фильм не был столь популярен, как другие молодёжные фильмы, четыре основных эпизода вошли в более популярные комедии «National Lampoon's Animal House» и «Porky's».

## Сюжет
Боб Макгроу, Макс, Гонзер, и Ирвин — 4 неудачника в университете Лепетомене (Lepetemene), «худшего» колледжа США. Они были направлены Деканом Берч на участие в университетской гонке на плотах. Среди команд других колледжей в гонке — команда университета Иви (Ivy), студенты которой были подготовлены выпускником университета Иви Тозером, планирующий запутать их путь к кругу победителя.
Другой противник — команда Вашингтонского военного института, дисквалифицированная за их попытки испортить плоты других команд.
Таблоиды писали: «Приготовьтесь промокнуть … в забавной, колоритной, дикой гонке на плотах!».
Школы в фильме — различные пародии. Например, университет Иви полностью составлен из богатеньких сынков, студенты из Техаса все носят ковбойские шляпы. Все университетские команды представлены игроками одного рода, созданные характерным для них образом.
Это кино соответствует жанру молодёжной комедии. Оно показывает студентов, много секса, алкоголя, и юмора на тему наркотиков, и нескольких обнаженных до пояса сцен, которые имеют мало общего с сюжетом.
Цитата:
«Так случилось, что вы, четыре худших студента во всей стране. Вы не в конце списка, вы — конец списка!» — Декан Берч.

## В ролях
- Тим Мэтисон — Боб Макгроу
- Ден Манахан — Макс
- Сэнди Хелборг — Ирвин
- Фёрст, Стивен — Гонзер
- Джефф Ист — Рекс Грэндэлл
- Джеймс Сиккинг — Тозер
- Блэйн Новак — капитан Брэвермэн
- Марк Эндрюс — Рокки
- Джесси Гойнс — Браун
- Джулия Монтгомери — Лиза
- Раньон, Дженнифер — Хезер Мерривезер
- Роми Виндзор — Корки
- Джон Хиллермэн — декан Берч
- Грэнт Уилсон — Регги
- Джиана Томазина — Молли
- Уилл Бледсо — Роджер вон Дюка
- Роберт Констанзо — охранник кампуса Чарли
- Кен Гибби — охранник кампуса
- Хэп Лоуренс — работник бензозаправки
- Френк Уэлкер — голос собаки Чака
- Том Нолан — Уитни
- Джейсон Курт — Пауэрс
- Тим Джонс — Джонсон
- Лори Саттон — девушка
- Пегги Трентини — студентка